# Hồ sơ Paradise
Hồ sơ Paradise là tập hợp 13,4 triệu tài liệu lưu trữ trong 50 năm từ 21 nguồn khác nhau. Chỉ riêng ở Hoa Kỳ, hồ sơ Paradise đã nhắc đến danh tính của 31.000 cá nhân và doanh nghiệp liên quan đến đầu tư offshore (đầu tư ở hải ngoại, thường là qua những công ty tài chính môi giới) đã được tiết lộ qua báo Süddeutsche Zeitung của Đức. Tờ báo đã chia sẻ hồ sơ với Liên đoàn nhà báo điều tra quốc tế (ICIJ) và một phần đã được công khai vào ngày 5 tháng 11 năm 2017.
Hồ sơ Paradise là hồ sơ điều tra thứ sáu của ICIJ về các công ty offshore (công ty ngoại biên) sau các hồ sơ Offshore leaks (công bố ngày 4 tháng 4 năm 2013 tiết lộ hàng trăm ngàn cá nhân và doanh nghiệp lợi dụng các thiên đường thuế để trốn thuế và rửa tiền), China Leaks (Công bố năm 2014 về 20.000 công dân Trung Quốc  liên quan đến các công ty offshore), Lux Leaks (công bố tháng 11 năm 2014 về ưu đãi thuế ở Luxembourg), Swiss Leaks (công bố tháng 2 năm 2015 về rửa tiền và trốn thuế ở Thụy Sĩ) và Tài liệu Panama.
Hồ sơ Paradise gồm ba nhóm dữ liệu: 6,8 triệu tài liệu nội bộ của công ty luật hải ngoại Appleby, 566.000 tài liệu nội bộ của Công ty luật Asiaciti Trust và 6,2 triệu tài liệu từ sổ sách kế toán của các công ty có hội sở tại 19 thiên đường thuế chủ yếu là các đảo quốc gồm Antigua và Barbuda, Aruba, Bahamas, Barbados, Bermuda, Dominica, Grenada, Cayman, Quần đảo Cook, Marshall, Labuan, Liban, Malta, Saint Kitts và Nevis, Saint Lucia, Saint Vincent và Grenadines, Samoa, Trinidad và Tobago, Vanuatu.
Hồ sơ Paradise tiết lộ các mánh khóe hợp pháp được sử dụng nhằm tối ưu hóa thuế chứ không liên quan nhiều đến hoạt động rửa tiền do trốn thuế và các hoạt động phi pháp khác (buôn vũ khí, buôn ma túy...). Tối ưu hóa thuế và gian lận thuế đều có chung mục đích là giảm tiền đóng các loại thuế như thuế VAT, thuế thu nhập, thuế doanh nghiệp. Khác với gian lận thuế, tối ưu hóa thuế chỉ nhằm giảm tối đa tiền thuế phải nộp chứ không trốn thuế.
Hồ sơ có nguồn gốc từ công ty luật hải ngoại Appleby. Nó chứa tên của hơn 120.000 người và công ty. Những tài liệu này tiết lộ tên tuổi một số nhân vật danh tiếng và tập đoàn đa quốc gia giấu tiền tại các thiên đường thuế, được thực hiện qua một loạt khoản đầu tư vào các công ty bình phong đặt ở hải ngoại. Trong số những người được đề cập đến, một cách độc lập, có Hoàng tử Charles, Nữ hoàng Elizabeth II, Tổng thống Colombia Juan Manuel Santos, và Bộ trưởng Thương mại Hoa Kỳ Wilbur Ross.

## Bối cảnh
Nguồn gốc của hồ sơ Paradise xuất phát từ mùa thu năm 2016. Một nguồn tin nặc danh có thẩm quyền tiếp cận tài liệu nội bộ của Công ty luật Appleby ở quần đảo Bermuda và Công ty luật Asiaciti Trust tại Singapore đã bí mật chuyển tài liệu của hai công ty trên cho báo Süddeutsche Zeitung của Đức. Hai văn phòng luật sư này chuyên tư vấn về đầu tư ngoài biên giới (offshore) và tối ưu hóa thuế. Do số lượng tài liệu quá nhiều, báo Süddeutsche Zeitung chuyển cho Liên đoàn nhà báo điều tra quốc tế (ICIJ).
Ngày 20 tháng 10 năm 2017, một người dùng ẩn danh trên Reddit đã gợi nhắc đến sự tồn tại của Hồ sơ Paradise. Vào cuối tháng, ICIJ đã tiếp cận công ty luật hải ngoại Appleby với cáo buộc về những hành động sai phạm. Tuy nhiên Appleby đã phủ nhận những cáo buộc của ICIJ, với lời đáp một phần dữ liệu của công ty đã bị đánh cắp trong một cuộc tấn công mạng vào năm ngoái. Sau khi hồ sơ bị phát tán, công ty đã kết luận "không có bằng chứng về hành động sai phạm", "chúng tôi là một công ty luật hải ngoại với những lời khuyên hợp pháp và đúng luật giúp khách hàng tiến hành công việc kinh doanh" và "không cho phép những hành vi phạm pháp". Mặc dù theo báo chí hồ sơ đã bị "rò rỉ", Appleby đã đưa ra một loạt tuyên bố công khai khẳng định công ty "là nạn nhân của một hành vi phạm tội nghiêm trọng chứ không chỉ một vụ rò rỉ" và "đây là một vụ xâm nhập máy tính trái phép.

## Diễn biến
Từ lúc tiếp nhận tài liệu đến khi công bố gồm năm giai đoạn.
Giai đoạn 1 chú trọng giữ bí mật trong quá trình phân tích tài liệu. ICIJ đặt bí danh cho dự án này là Athena.
Giai đoạn 2 là bố trí cho khoảng 120 nhà báo tham gia dự án Athena gặp nhau lần đầu tiên tại tòa soạn báo Süddeutsche Zeitung ở Munich (Đức) trong hai ngày 27 và 28 tháng 3 năm 2017. Mọi phát biểu được gửi trước cho văn phòng ICIJ ở Washington. Trong quá trình tập trung, các nhà báo phải tuân thủ yêu cầu bảo mật, không được tiết lộ mục đích cuộc gặp. Từ sân bay Munich về đến địa điểm họp có khi họ phải đổi xe taxi nhiều lần. Cuộc họp ở Munich cũng quyết định ngày công bố hồ sơ. Do hồ sơ Paradise chủ yếu liên quan đến châu Âu nên ngày công bố hồ sơ được chốt lại vào chủ nhật 5 tháng 11 năm 2017 lúc 13h (giờ Washington) hay 19h (giờ Pháp).
Giai đoạn 3, các nhà báo và chuyên viên lập trình bắt đầu mở rộng hợp tác. Nhóm này khai thác dữ liệu, lập định dạng và xác định nguồn tin; nhóm khác lập biểu đồ lợi ích của các nhân vật liên quan. Các nhà báo đã xây dựng cơ sở dữ liệu có hệ thống, sau đó trích dẫn thông tin dưới hình thức văn bản, băng ghi âm, băng ghi hình.
Cuối tháng 5 năm 2017 đến giai đoạn 4, những người tham gia quyết định về tên gọi của tài liệu điều tra. Cuối cùng tên "Paradise Papers" (hồ sơ Paradise) được chọn.
Giai đoạn cuối cùng là công bố hồ sơ Paradise. Các nước tham gia dự án Athena phải công bố cùng ngày, cùng giờ. Các nhà báo phải căn theo múi giờ để tuân thủ nguyên tắc này. Qua dự án Athena, báo chí điều tra đã hướng đến mục tiêu: "Muốn đánh mạnh, tất cả phải cùng đánh". Trong tháng 11 năm 2017 vừa qua, để tránh bị kiện, ICIJ chỉ công bố một số thông tin chọn lọc phù hợp với các quy định pháp luật về thông tin không cần giữ bí mật mà công chúng có thể tiếp cận.
ICIJ cũng cho rằng các nhà báo hợp tác với ICIJ không phải là đối tượng bổ trợ tư pháp nên ICIJ sẽ không chuyển giao toàn bộ hồ sơ Paradise cho cơ quan chính quyền nào cả.

## Số lượng nhà báo tham gia
Cũng như những lần xử lý tài liệu điều tra trước đây, ICIJ đã huy động 360 phóng viên thuộc 96 cơ quan báo chí của 67 quốc gia cùng tham gia xử lý dữ liệu.
| Quốc gia     | Số lượng nhà báo tham gia |
| ------------ | ------------------------- |
| Hoa Kỳ       | 42                        |
| Anh          | 31                        |
| Đức          | 28                        |
| Pháp         | 25                        |
| Canada       | 20                        |
| Úc           | 19                        |
| Nhật         | 19                        |
| Tây Ban Nha  | 10                        |
| Thụy Sĩ      | 9                         |
| Áo           | 8                         |
| Ý            | 8                         |
| Mexico       | 8                         |
| Peru         | 8                         |
| Venezuela    | 8                         |
| Thụy Điển    | 7                         |
| Argentina    | 7                         |
| Brazil       | 5                         |
| Bỉ           | 5                         |
| Costa Rica   | 5                         |
| Ấn Độ        | 5                         |
| Hàn Quốc     | 5                         |
| Malta        | 4                         |
| Colombia     | 4                         |
| Đan Mạch     | 4                         |
| Hà Lan       | 4                         |
| Na Uy        | 4                         |
| Nga          | 4                         |
| Guatemala    | 4                         |
| Lebanon      | 4                         |
| Indonesia    | 4                         |
| Ba Lan       | 3                         |
| Bosnia       | 3                         |
| El Salvador  | 3                         |
| Iceland      | 3                         |
| Litva        | 3                         |
| Ecuador      | 2                         |
| Chile        | 2                         |
| Phần Lan     | 2                         |
| Morocco      | 2                         |
| Namibia      | 2                         |
| Paraguay     | 2                         |
| Nigeria      | 2                         |
| Ukraine      | 2                         |
| Serbia       | 2                         |
| Malaysia     | 2                         |
| Israel       | 2                         |
| Puerto Rico  | 2                         |
| Philippines  | 2                         |
| Mông Cổ      | 2                         |
| Ireland      | 2                         |
| Hungary      | 2                         |
| Hi Lạp       | 2                         |
| Bồ Đào Nha   | 1                         |
| Czech        | 1                         |
| Thổ Nhĩ Kỳ   | 1                         |
| Nam Phi      | 1                         |
| Burkina Faso | 1                         |
| Algeria      | 1                         |
| Ai Cập       | 1                         |
| Slovenia     | 1                         |
| Romania      | 1                         |
| Zimbabwe     | 1                         |
| Sri Lanka    | 1                         |
| Pakistan     | 1                         |
| Thái Lan     | 1                         |
| Hong Kong    | 1                         |